# Emajõgi
Emajõgi (rovněž Suur-Emajõgi v kontrastu k Väike-Emajõgi) je řeka v Estonsku. Je dlouhá 101 km, včetně pramenného toku Väike-Emajõgi a jezera Võrtsjärv má délku 218 km. Povodí má rozlohu 6920 km².

## Průběh toku
Suur-Emajõgi odtéká z jezera Võrtsjärv, teče přes druhé největší estonské město Tartu a ústí do Čudského jezera.

## Vodní režim
Zdroj vody je smíšený s převahou dešťového. Průměrný roční průtok vody činí 71,6 m³/s. Zamrzá v prosinci a rozmrzá v druhé polovině března. Nejvyšších vodních stavů dosahuje od dubna do půlky června.

## Zajímavosti
Pod městem Tartu je možná vodní doprava. Během 2. světové války byla řeka jedním z národních symbolů. Spisovatel Ülo Tuulik se ve své knize Jalovec i sucho přečká (Sõja jalus) na straně 168 mluví o chlapci který putuje z Říše a tvrdí "že nohy si umyje až v řece Emajõgi"